# کوین کراویتز
کوین کراویتز (آلمانی: Kevin Krawietz؛ زادهٔ ۲۴ ژانویهٔ ۱۹۹۲) تنیس‌باز اهل آلمان است.